# Дискуссии по изменению флага Австралии
Дискуссии по изменению флага Австралии — обсуждение возможности удаления с кантона флага Австралии Юнион Джека или полного изменения флага. Наиболее остро проблема национального флага поднималась в 1988 году, во время празднования 200-летия со дня основания первого поселения европейцев в Австралии (Двухсотлетие Австралии), и в годы премьерства Пола Китинга, открыто выступавшего за изменение австралийского флага.

## Общее описание
Существует две группы, участвующие в дебатах: Ausflag (основана в 1981 году), поддерживающая изменение флага, и Ассоциация национального австралийского флага (англ. Australian National Flag Association, ANFA; основана в 1983), которая выступает за оставление нынешнего флага. Основным аргументом за оставление флага приводится исторический приоритет, в то время как аргументы за изменение флага основываются на том, что нынешний флаг неточно отображает статус Австралии как независимого и мультикультурного государства.
Опросы компании Roy Morgan Research показали, что процент австралийцев, желающих новый флаг, повысился с 27 в 1979 году до 42 % в 1992, а к 1998 году составил 52 %. Коалиционное правительство под руководством Джона Говарда в ответ на обсуждение изменения флага Австралии приняло ряд мер: в 1996 году был создан новый праздник — День флага, в 2002 в начальные школы Австралии бесплатно поставили рекламные ролики ANFA, а в 2004 году в каждой школе Австралии был вывешен австралийский флаг.
24 марта 1998 года был принят «Билль изменения флага» (англ. Flags Amendment Bill). Этим биллем были сделаны поправки к закону «О флаге» (англ. Flags Act) 1953 года. Эти поправки заключались в том, что изменение флага Австралии стало осуществляться посредством референдума.
В 2010 году состоялся опрос компании Roy Morgan Research, в котором спрашивалось: «Как вы думаете — Австралия должна иметь новый дизайн флага?» (англ. Do you think Australia should have a new design for our National Flag?). 29 % респондентов ответило «Да», 66 % — «Нет», 5 % опрошенных воздержались от ответа.

## Аргументы за изменение флага
Активной организацией, выступающей за изменение флага, является организация Ausflag. Эта организация не поддержала ни один дизайн (постоянного кандидата на флаг Австралии у Ausflag нет), а также выступает против флага Эврикского восстания, но является спонсором ряда конкурсов по развитию альтернативных вариантов флага Австралии.
Сторонники изменения флага Австралии, как правило, придерживаются этих аргументов:
- Флаг не обладает различительной способностью, так как содержит в себе флаг другого государства. В частности, флаг трудно отличить от различных флагов, созданных на основе синего английского кормового флага, в первую очередь от флага Новой Зеландии и флага штата Виктория. Например, Австралийская лига монархистов[англ.] (англ. Australian Monarchist League) во время проведения референдума по изменению государственного строя Австралии с монархического на республиканский в 1999 году поместила по ошибке на свои буклеты изображение флага Новой Зеландии[5].
- Современный флаг не в полной мере отражает статус Австралии как независимого государства. Присутствие на флаге изображения флага Великобритании предполагает то, что Австралия является британской колонией или зависимой территорией. Кроме австралийского флага, только на флагах Новой Зеландии, Фиджи и Тувалу, являющихся независимыми государствами, присутствует изображение британского флага. Другие государства Содружества наций уже давно изменили дизайн своего флага, убрав с него изображение флага Великобритании, оставшись при этом монархическими государствами, которые возглавляются британским монархом (например, Канада)[6].
- Отражая лишь колониальное британское прошлое Австралии, национальный флаг страны является анахронизмом, который не отражает многонациональность и плюрализм общества. В частности, на современном флаге отсутствует какое-либо упоминание об австралийских аборигенах, для многих из которых флаг Великобритании является символом колониальных притеснений и лишения их собственности[7].
- Современный флаг исторически не является главным национальным символом. На протяжении длительного времени с момента образования федерации он вывешивался вместе с флагом Великобритании. До конца 1920-х годов флаг Федерации[англ.] (англ. Federation Flag) оставался более популярным, чем современный флаг, и вывешивался даже на некоторых официальных мероприятиях. Например, флаг Федерации был вывешен во время приезда в 1927 году герцога и герцогини Йоркских[8], будущих короля Георга VI и королевы Елизаветы. Количество концов на звёздах регулярно менялось с 1901 года, поэтому современный вариант флага не признавался официальным вплоть до 1954 года. До этого также существовала постоянная путаница в том, каким должен быть фон флага, синим или красным.
- Также несправедливо утверждать, что австралийцы «боролись и умирали под австралийским флагом», так как в большинстве войн австралийцы воевали, кроме синего флага, под различными британскими флагами, а также под красным австралийским флагом[9]. До 1941 лишь 10 процентов военных флагов, используемых австралийцами, были синими, а в 1945 году самолёты с красными, а не синими флагами пролетели над официальным парадом в честь окончания войны[10]. Флаг, созданный в тайне австралийскими военнопленными, заключёнными японцами в тюрьму Чанги[англ.], также был красным[11]. Надгробия погибших в войне австралийцев были украшены флагами Великобритании[12].
- Хотя дизайн флага был разработан четырьмя австралийцами и одним новозеландцем и выбран в результате открытого конкурса, он всё-таки был одобрен Британским Адмиралтейством и британским королём Эдуардом VII[13].
- Из 54 членов Содружества наций только четыре страны (включая Соединённое Королевство) имеют Юнион Джек на своём флаге.

## Аргументы против изменения флага
В ответ на возрастающий интерес со стороны австралийцев к предлагаемым вариантам флага сторонники нынешнего флага сформировали Ассоциацию национального австралийского флага (англ. Australian National Flag Association) для того, чтобы противостоять попыткам изменить флаг.
Аргументы сторонников нынешнего флага:
- Современный флаг является уникальным в своём роде и в полной мере отражает Австралию и её статус в качестве независимого государства, Королевства Содружества. Флаг Великобритании символизирует историческое прошлое Австралии, членство страны в Содружестве наций, а также отражает Вестминстерскую систему парламентской демократии. Звезда Содружества, в свою очередь, символизирует 6 изначальных австралийских штатов и территорий[14].
- Современный флаг не отражает зависимость страны от Великобритании. На флаге Фиджи, ставшей республикой, до сих пор остаётся изображение флага Великобритании, как и на флаге Гавайев, хотя острова являются частью США.
- Флаг является популярным символом, который широко используется австралийцами всех рас и национальностей. Ни один из предложенных вариантов флага не имеет такой поддержки, как современный вариант.
- Современный флаг является важным с исторической точки зрения, так как на нём присутствуют элементы более ранних флагов Австралии.
- Дизайн флага был разработан четырьмя австралийцами и одним новозеландцем[15], а также был выбран населением в ходе открытого конкурса[16].